# Remigio Del Grosso
Remigio Del Grosso (Colle Sannita, 20 maggio 1813 – Napoli, 29 febbraio 1876) è stato un astronomo e poeta italiano.

## Biografia
A nove anni, dopo essersi ripreso dal vaiolo, andò con uno zio a Foggia dove iniziò a studiare dai Padri delle Scuole Pie. Continuò la scuola con i gesuiti a Benevento e nel 1837 divenne sacerdote. Si interessò comunque alla matematica e alla filosofia e nel 1838 divenne insegnante al seminario di Larino.
Dal 1840 lavorò all'Osservatorio di Capodimonte come aiutante di Annibale de Gasparis e, dopo un rientro nel paese natio per motivi di salute, dal 1843 al 1845 andò all'osservatorio Ximeniano di Firenze assieme a Giuseppe Inghirami. Due anni dopo tornò a Napoli, dove riprese ad insegnare a San Marzano sul Sarno, in una scuola privata di cui fu anche direttore, e alla Scuola dei Piloti.
Nel 1860 fu nominato professore all'Università di Napoli, prima di meccanica applicata, poi 1863 anche di meccanica celeste. Nel 1863 svestì l'abito talare, ma rimase professore fino alla morte.
Tra le sue opere più importanti, vi sono 15 trattati di matematica e astronomia e alcuni carmi su nebulose e sulla cometa Donati.
La pubblicazione delle sue opere poetiche su argomenti astronomici fu curata da Luigi Settembrini.